# Lista prezydentów Niemiec

## Chronologiczne zestawienie prezydentów i głów państw niemieckich od 1919 r.

### Republika Weimarska(1919–1933) iIII Rzesza(1933–1945)
Wedle Konstytucji weimarskiej prezydent Niemiec wybierany był w wyborach powszechnych, bezpośrednich na siedmioletnią kadencję. O ile w pierwszej turze żaden z kandydatów nie uzyskał bezwzględnej większości oddanych głosów, zarządzano drugą turę głosowania. Przed drugą turą możliwe było zgłaszanie dodatkowych kandydatów i wycofywanie kandydatów. Spośród biorących udział w drugiej turze kandydatów zwyciężał ten, który zdobył najwięcej z oddanych głosów.
W razie niemożności sprawowania urzędu zastępował go kanclerz Rzeszy (art. 51 konstytucji), a od 1932, zgodnie z poprawką do konstytucji – prezes Sądu Najwyższego Rzeszy.
Friedrich Ebert został wybrany jeszcze przed ustanowieniem nowej Konstytucji Rzeszy przez Konstytucyjne Niemieckie Zgromadzenie Narodowe na okres do wprowadzenia nowej konstytucji. W 1922 r. przedłużono ten mandat do 30 czerwca 1925 ustawą o mocy konstytucyjnej.
Po śmierci prezydenta Paula von Hindenburga 2 sierpnia 1934 nie przeprowadzono nowych wyborów. Na mocy przyjętej dzień wcześniej ustawy O głowie państwa w Rzeszy Niemieckiej połączono urząd prezydenta Rzeszy z urzędem kanclerza Rzeszy. W konsekwencji, dotychczasowe uprawnienia prezydenta przeszły na kanclerza Adolfa Hitlera, którego oficjalny tytuł miał odtąd brzmieć: „Wódz i Kanclerz Rzeszy” (niem. Führer und Reichskanzler). W ten sposób Hitler przejął pełnię władzy w III Rzeszy i stał się dyktatorem. Posiadał również prawo mianowania swoich zastępców. Ustawa ta została uchwalona przez rząd Rzeszy, co było jawnym naruszeniem ustawy o pełnomocnictwach z 23 marca 1933 (niem. Ermächtigungsgesetz), która chociaż pozwalała rządowi na uchwalanie ustaw sprzecznych z konstytucją, to jednak jednocześnie w art. 2 wyraźnie zabraniała mu likwidowania którejkolwiek z izb parlamentu, a także instytucji rządu i prezydenta Rzeszy. Ustawa dotyczyła imiennie Adolfa Hitlera, z czego wypływa jednoznaczny wniosek, że połączenie urzędów prezydenta i kanclerza Rzeszy miało obowiązywać tylko za jego życia.
Karl Dönitz nie został wybrany w głosowaniu powszechnym, a wyznaczony przez poprzednika w sposób sprzeczny z Konstytucją, stąd jego „prezydentura”, pozbawiona także realnej władzy, bywa uznawana za niebyłą.
- tymczasowo

| # | Imię i Nazwisko                                   | Portret | Kadencja         | Kadencja         | Partia polityczna | Partia polityczna |
| # | Imię i Nazwisko                                   | Portret | Od               | Do               | Partia polityczna | Partia polityczna |
| - | ------------------------------------------------- | ------- | ---------------- | ---------------- | ----------------- | ----------------- |
| 1 | Friedrich Ebert (1871–1925)                       |         | 11 lutego 1919   | 28 lutego 1925   |                   | SPD               |
| – | Hans Luther (1879–1962)                           |         | 28 lutego 1925   | 12 marca 1925    |                   | Bezpartyjny       |
| – | Walter Simons (1861–1937)                         |         | 12 marca 1925    | 12 maja 1925     |                   | Bezpartyjny       |
| 2 | Paul von Hindenburg (1847–1934)                   |         | 12 maja 1925     | 2 sierpnia 1934  | Bezpartyjny       |                   |
| 3 | Adolf Hitler (1889–1945) (Wódz i Kanclerz Rzeszy) |         | 2 sierpnia 1934  | 30 kwietnia 1945 |                   | NSDAP             |
| – | Karl Dönitz (1891–1980)                           |         | 30 kwietnia 1945 | 23 maja 1945     |                   | Bezpartyjny       |

1. ↑  Wyznaczony na następcę przez Adolfa Hitlera, niezgodnie z konstytucją.

### Republika Federalna Niemiec(1949−1990) i zjednoczoneNiemcy (Republika Federalna Niemiec)(od 1990)
- tymczasowo

| #  | Imię i Nazwisko                    | Portret | Kadencja         | Kadencja         | Partia polityczna | Partia polityczna |
| #  | Imię i Nazwisko                    | Portret | Od               | Do               | Partia polityczna | Partia polityczna |
| -- | ---------------------------------- | ------- | ---------------- | ---------------- | ----------------- | ----------------- |
| –  | Karl Arnold (1901–1958)            |         | 7 września 1949  | 12 września 1949 |                   | CDU               |
| 1  | Theodor Heuss (1884–1963)          |         | 12 września 1949 | 12 września 1959 |                   | FDP               |
| 2  | Heinrich Lübke (1894–1972)         |         | 13 września 1959 | 30 czerwca 1969  |                   | CDU               |
| 3  | Gustav Heinemann (1899–1976)       |         | 1 lipca 1969     | 30 czerwca 1974  |                   | SPD               |
| 4  | Walter Scheel (1919–2016)          |         | 1 lipca 1974     | 30 czerwca 1979  |                   | FDP               |
| 5  | Karl Carstens (1914–1992)          |         | 1 lipca 1979     | 30 czerwca 1984  |                   | CDU               |
| 6  | Richard von Weizsäcker (1920–2015) |         | 1 lipca 1984     | 30 czerwca 1994  |                   | CDU               |
| 7  | Roman Herzog (1934–2017)           |         | 1 lipca 1994     | 30 czerwca 1999  |                   | CDU               |
| 8  | Johannes Rau (1931–2006)           |         | 1 lipca 1999     | 30 czerwca 2004  |                   | SPD               |
| 9  | Horst Köhler (1943–2025)           |         | 1 lipca 2004     | 31 maja 2010     |                   | CDU               |
| –  | Jens Böhrnsen (ur. 1949)           |         | 31 maja 2010     | 30 czerwca 2010  |                   | SPD               |
| 10 | Christian Wulff (ur. 1959)         |         | 30 czerwca 2010  | 17 lutego 2012   |                   | CDU               |
| –  | Horst Seehofer (ur. 1949)          |         | 17 lutego 2012   | 18 marca 2012    |                   | CSU               |
| 11 | Joachim Gauck (ur. 1940)           |         | 18 marca 2012    | 18 marca 2017    |                   | Bezpartyjny       |
| 12 | Frank-Walter Steinmeier (ur. 1956) |         | 19 marca 2017    | nadal            |                   | SPD               |